# Vamps (film, 2012)
Pour les articles homonymes, voir Vamp.
Pour plus de détails, voir Fiche technique et Distribution.
Vamps est un film américain réalisé par Amy Heckerling, sorti en 2012.

## Synopsis
Les aventures de deux vampires new-yorkaises.

## Fiche technique
- Pays de production : États-Unis
- Dates de sortie : 
  - États-Unis : 14 octobre 2012

## Distribution
- Alicia Silverstone : Goody
- Krysten Ritter : Stacy
- Dan Stevens : Joey Van Helsing
- Richard Lewis : Danny
- Sigourney Weaver : Ciccerus
- Wallace Shawn : Le docteur Van Helsing
- Justin Kirk : Vadim
- Marilu Henner : Angela
- Malcolm McDowell : Vlad
- Gael García Bernal : Diego Bardem
- Amir Arison : Derek
- Kristen Johnston : Madame Van Helsing
- Zak Orth : Renfield
- Meredith Scott Lynn : Rita
- Larry Wilmore : Le professeur Quincy
- Scott Thomson : Erik
- Ivan Sergei : Le détective